# Bledius limicola
Bledius limicola är en skalbaggsart som beskrevs av Tottenham 1940. Bledius limicola ingår i släktet Bledius, och familjen kortvingar. Enligt den finländska rödlistan är arten akut hotad i Finland. Arten är reproducerande i Sverige. Artens livsmiljö är sandstränder vid Östersjön.